# میابه کیجون
میابه کیجون (به ژاپنی: 宮部継潤 Miyabe Keijun); ۱ ژانویهٔ ۱۵۲۸ – ۲۰ آوریل ۱۵۹۹) راهب تندای از کوه هیئی اهل ژاپن بود. مدتی عضو هیئت گو-بوگیو بود.